# Roy Esplund
Roy Esplund, född 1 juli 1978 i Mariestad, Skaraborgs län, är en svensk före detta professionell ishockeyspelare (back).